# Дельта Днепра
Дельта Днепра (Днепровские плавни) занимает низовья реки Днепр при его впадении в Днепровский лиман Чёрного моря. Это вторая по величине дельта Украины, после дельты Дуная. В отличие от последней, дельта Днепра не имеет ярко выраженной треугольной формы.

## Гидрография
Дельта Днепра начинается в 50 км выше устья при ответвлении рукава Конка (левый берег). На правом берегу первым крупным рукавом дельты по отношению к основному руслу является протока Кошевая. Дельта Днепра имеет четырёхугольное очертание. Средняя ширина её 10—12 км, местами до 17. С юга её ограничивают Алешковские пески. Площадь дельты Днепра составляет примерно 350 км², куда входят многочисленные проливы, ерики, озера и озерца, тихие заводи, заболоченные участки, рукава, притоки и часть небольших наносных островов в самом опреснённом лимане. Своими размерами выделяется Большой Потёмкинский остров. Пойменные острова и заболоченные участки Днепра образуют уникальную природную экосистему, известную как Днепровские плавни, отдалённо напоминающую тугаи Средней Азии, поскольку осадки в дельте Днепра немногочислленны и дельту поддерживают почти исключительно воды самой реки. Основные рукава — Конка (самый длинный), Бакай (самый широкий) и Рвач (самый глубоководный), также Кошевая, Литвинка и другие.
Из-за деятельности человека в XX веке водность дельты уменьшилась, особенно это касается рукавов второго, третьего и более порядков. Но она по-прежнему интересует любителей-рыболовов всех времён. В X—XIII веках в дельте Днепра процветал важнейший морской и речной порт Киевской Руси — г. Олешье, снабжавший столицу рыбой. В дельте Днепра расположены и современные города Херсон, Алёшки, Голая Пристань, многочисленные сёла.